# Idoia Otaegui Aizpurua
Idoia Otaegui Aizpurua (Sant Sebastià, 1968) és una política, jurista i professora universitària basca de Dret en la Universitat del País Basc i exvice consellera de Justícia del Govern Basc.

## Biografia
Es va llicenciar en Dret en la Universitat del País Basc i es va doctorar també en la UPV en 2015 amb la tesi "La protecció dels drets del menor en la jurisdicció del Tribunal Europeu de Drets Humans. Una perspectiva Iusprivatista", dirigida i supervisada pel catedràtic de Dret Internacional Privat i advocat Juanjo Álvarez Rubio.
Actualment Idoia Otaegi és Professora de Dret Internacional Privat, des de 1992, en la Universitat del País Basc i investigadora en aquest camp, a més en Dret de Família, Dret Internacional de Família, Dret de Menors, jurisprudència del Tribunal Europeu de Drets Humans, Tribunal de la Unió Europea…
També és la Coordinadora del Grau de Dret d'Universitat del País Basc, autora de vàries llibres i recerques, i membre de l'Associació Espanyola de Professors de Dret Internacional i Relacions Internacionals.

## Trajectòria política
Idoia Otaegi va ser assessora jurídica del grup parlamentari EA-PNB en el Parlament de Navarra durant els anys 2000 a 2005. També ha estat membre del consell de redacció de la revista Alkartasuna d'EA.
Va ser candidata de Eusko Alkartasuna en les eleccions municipals de Sant Sebastià de 2007, en les quals EA va obtenir 2 edils i PSE-EE va obtenir 11 edils, convertint-se Odon Elorza en aldalde per tercera vegada.
Va ser nomenada vice consellera de Gabinet en la Conselleria de Justícia, Ocupació i Seguretat Social de 2005 a 2008 en el Govern Basc del Lehendakari Juan Jose Ibarretxe en la Coalició PNB-EA,8 en la VIII Legislatura del Govern Basc (2005-2009), amb Conselleria de Justícia, Ocupació i Seguretat Social, en mans de Joseba Azkarraga.
En la VIII Legislatura del Govern Basc (2005-2009), la lehendakaritza la va ostentar Juan Jose Ibarretxe i la vicelehendakaritza Idoia Zenarruzabeitia.